# Norbert Rosing
Norbert Rosing (* 1953 im Münsterland) ist ein deutscher Natur- und Tierfotograf.

## Leben
Rosing wuchs auf in Wettringen (Münsterland) und lebt seit Mitte der 1970er Jahre in Oberbayern. Seit 1992 arbeitet er als Naturfotograf.
Seit den 1980er Jahren bearbeitet er das Thema Polarbären in Nordamerika und veröffentlichte mehrere Bildserien in National Geographic. Seit 1992 ist er als professioneller Fotograf tätig und publizierte mehrere Bildbände über deutsche Nationalparks sowie Bildserien bei GEO und National Geographic. Seit über 30 Jahren arbeitet er mit Leica-Kameras.
Seit 2024 bereist er die Tier- und Landschaftswelt der Antarktis.

## Engagement
- Norbert Rosing war einer der deutschen Botschafter der UN-Dekade Biologische Vielfalt.[5]
- Rosing war Schirmherr des Fotofestivals Horizonte in Zingst.[6]
- Rosing war Schirmherr des Oberstdorfer Fotogipfels 2022.
- Rosing ist Mitglied der „The Photo Society“, in der viele National Geographic Fotografen vertreten sind

## Werke (Auswahl)
- Unbekanntes Deutschland, Tomus Verlag, München, 1991
- mit Fritz Pölking: Geparde, Tecklenborg, Steinfurt, 1993
- Im Reich des Polarbären, Tecklenborg, Steinfurt, 1994
- Yellowstone, Tecklenborg, Steinfurt, 1999
- Eisbären, Tecklenborg, Steinfurt, 2007
- Wildes Deutschland, National Geographic, 2007
- Wildes Deutschland in 365 Bildern, National Geographic Deutschland, Hamburg, 2009
- Deutschlands unberührte Naturparadiese, Tecklenborg, Steinfurt, 2009
- Deutsche Nationalparks, G + J/RBA, Hamburg, 2009
- Wildes Sachsen, G + J/RBA, Hamburg, 2010
- Wildes Mecklenburg-Vorpommern, G + J/RBA, Hamburg, 2010
- Wildes Bayern, G + J/RBA, Hamburg, 2011
- Deutschlands Küsten und Inseln, National Geographic, München, 2015
- Up Here, Fotografische Abenteuer im Norden Kanadas, Knesebeck Verlag, 2016
- Mein wildes Deutschland, National Geographic, 2017
- Wildnis, s/w Buch, Tecklenborg Verlag, 2018
- Deutschlands Wilde Wälder, Neuauflage, National Geographic, 2021
- Wild West, s/w Buch, Tecklenborg Verlag, 2021
- Verborgene Naturschätze der Fränkischen Alb, Tecklenborg Verlag, 2021
- ZEN Magie des Augenblicks, Tecklenborg Verlag, 2022

## Ausstellungen
- Xposure Festival, Sharjah, 2024
- Xposure Festival, Sharjah, 2023
- Leitz Park Wald, 2023
- STP Galerie Greifswald 2023
- National Gallery of Fine Art

## Auszeichnungen
2010 wurde er von der britischen Fotozeitschrift Outdoor Photography zu einem der 40 bedeutendsten Naturfotografen gewählt.